# خخنووکا
خخنووکا (به لهستانی:  Chechnówka) یک روستا در لهستان است که در گمینا ناشلسک واقع شده‌است.